# Épaumesnil
Épaumesnil es una comuna francesa situada en el departamento de Somme, en la región de Alta Francia.

## Demografía
| 133 | 117 | 119 | 109 | 119 | 107 | 116 | 119 |
| Para los censos de 1962 a 1999 la población legal corresponde a la población sin duplicidades (Fuente: INSEE [Consultar]) |     |     |     |     |     |     |     |